# Banifandou I
Banifandou I (auch: Banifandou 1, Bani Fandou 1, Bani Fandou I) ist ein Stadtviertel (französisch: quartier) im Arrondissement Niamey II der Stadt Niamey in Niger.

## Geographie
Banifandou I befindet sich im Norden des urbanen Gemeindegebiets von Niamey. Die angrenzenden Stadtviertel sind Lazaret und Banizoumbou II im Norden, Cité Caisse und Banifandou II im Osten, Djeddah Koira Mè und Tourakou im Süden sowie Dar Es Salam im Westen. Das Stadtviertel liegt wie der gesamte Norden von Niamey in einem Tafelland mit einer weniger als 2,5 Meter tiefen Sandschicht, wodurch nur eine begrenzte Einsickerung möglich ist.
Das Standardschema für Straßennamen in Banifandou I ist Rue BF 1, wobei auf das französische Rue für Straße das Kürzel BF für Banifandou und zuletzt eine Nummer folgt. Dies geht auf ein Projekt zur Straßenbenennung in Niamey aus dem Jahr 2002 zurück, bei dem die Stadt in 44 Zonen mit jeweils eigenen Buchstabenkürzeln eingeteilt wurde. Dem Standardschema Rue BF 1 folgen auch die Straßennamen in den Stadtvierteln Banifandou II und Cité Caisse.

## Geschichte
Das Stadtviertel Banifandou I entstand wie eine Reihe weiterer neuer Stadtviertel in den 1980er Jahren, einem Jahrzehnt mit besonders starkem Bevölkerungswachstum in Niamey.

## Bevölkerung
Bei der Volkszählung 2012 hatte Banifandou I 15.308 Einwohner, die in 2288 Haushalten lebten. Bei der Volkszählung 2001 betrug die Einwohnerzahl 16.029 in 2575 Haushalten.

## Infrastruktur
Die öffentliche Grundschule Ecole primaire de Banifandou I wurde 1993 gegründet. Im Stadtviertel befindet sich das nach Issaka Daboré benannte Sportzentrum Complexe sportif Issaka Daboré, in dem der Comité Olympique et Sportif du Niger, das Nationale Olympische Komitee Nigers, seinen Sitz hat.